# Kurani
Kurani (perski: كوراني) – wieś w Iranie, w ostanie Azerbejdżan Zachodni. W 2006 roku liczyła 118 mieszkańców w 34 rodzinach.